# Kościół Przemienienia Pańskiego w Sarnach
Kościół Przemienienia Pańskiego (ukr. Костел Преображення Господнього) – rzymskokatolicka świątynia parafialna znajdująca się w ukraińskim mieście Sarny, w diecezji łuckiej.

## Historia
Parafię erygowano w 1921 roku, nabożeństwa odprawiano początkowo w kaplicy pw. Najświętszego Serca Pana Jezusa zaaranżowanej w drewnianym budynku kolejowym z 1827. Kościół wzniesiono z bazaltu w latach 1935-1939 według projektu łuckiego architekta Władysława Stachonia, pierwotnie miał pełnić funkcję świątyni garnizonowej. W 1959 został zamknięty przez władze i przekształcony w spichlerz, a następnie magazyn żywności. Od 1991 ponownie pełni funkcje sakralne. Jesienią 1992 parafię przejęli księża pallotyni, 5 sierpnia 1995 budynek został konsekrowany przez arcybiskupów Mariana Jaworskiego i Władysława Ziółka. Od 1 sierpnia 2021 obsługiwany jest przez duchowieństwo diecezjalne.

## Galeria

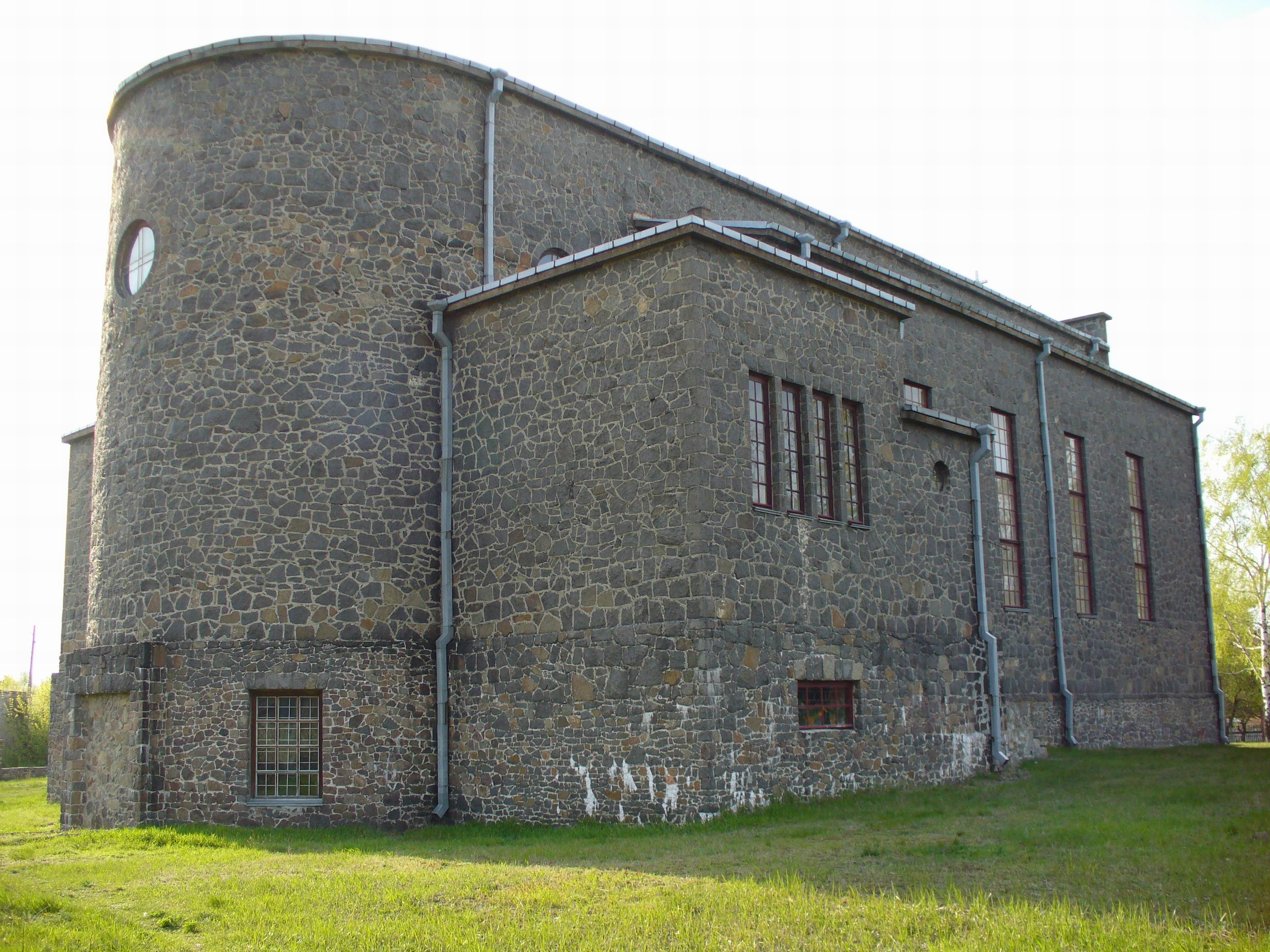
Widok z południowego wschodu, 2008
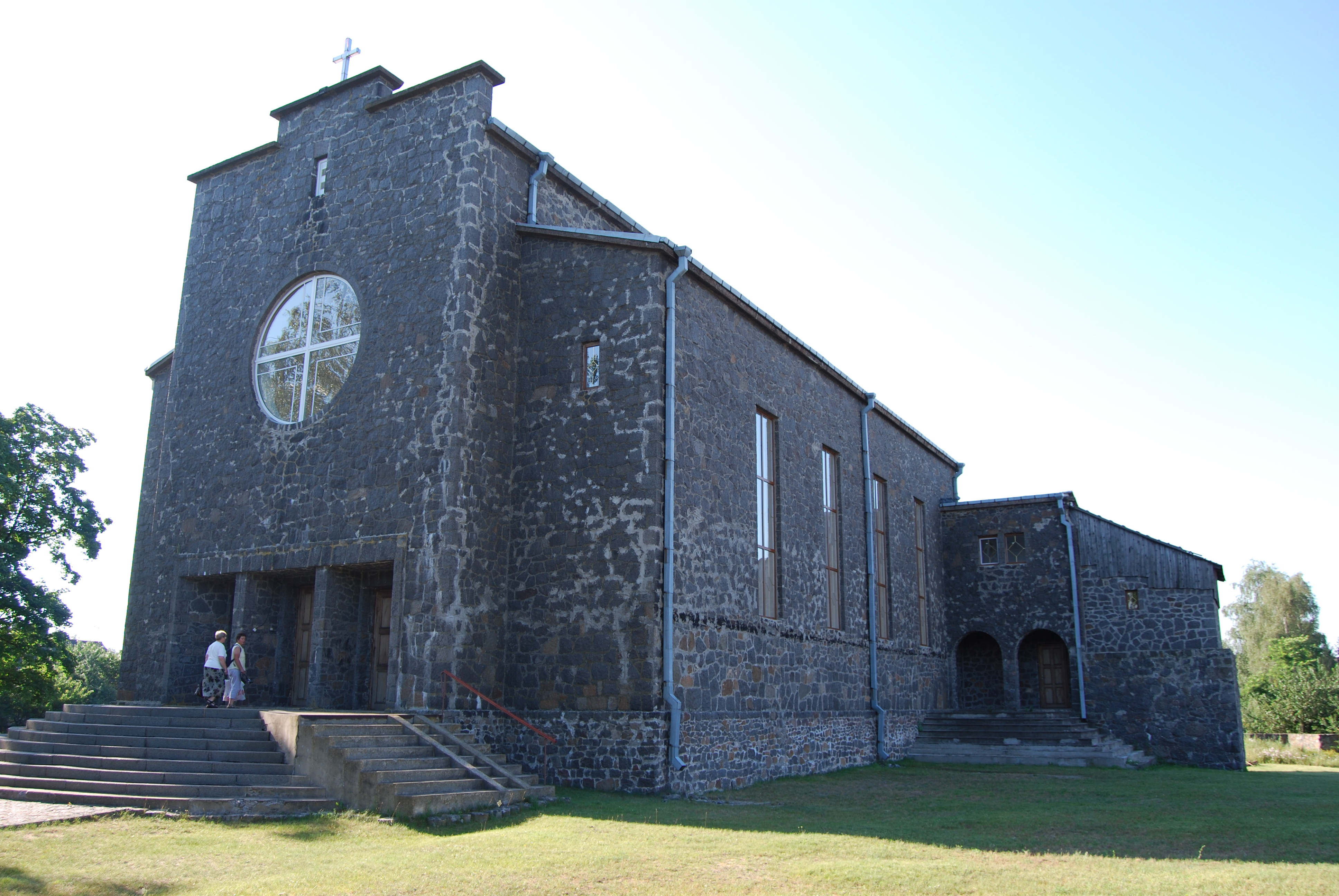
Widok z północnego zachodu, 2010
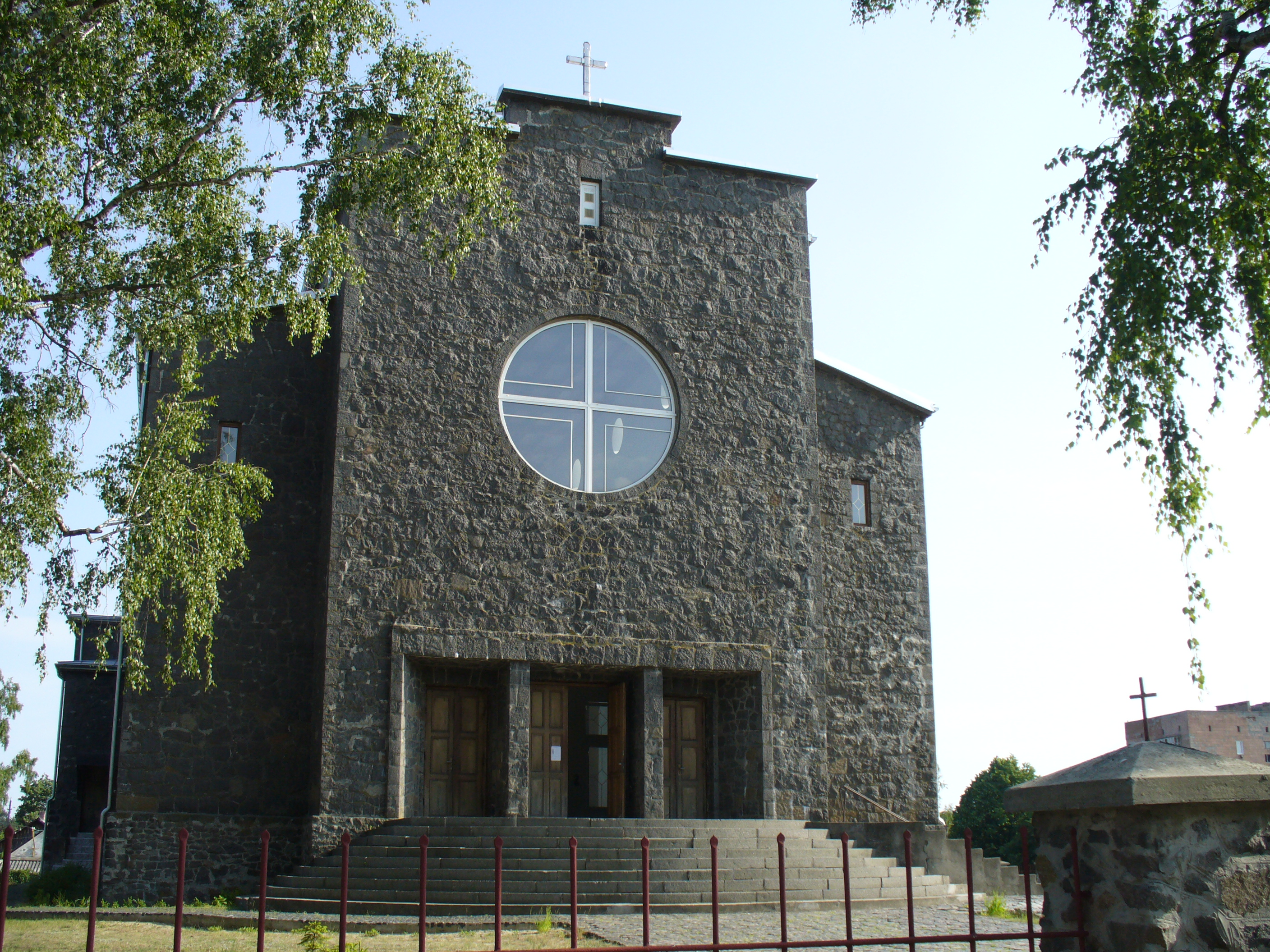
Fasada, 2015
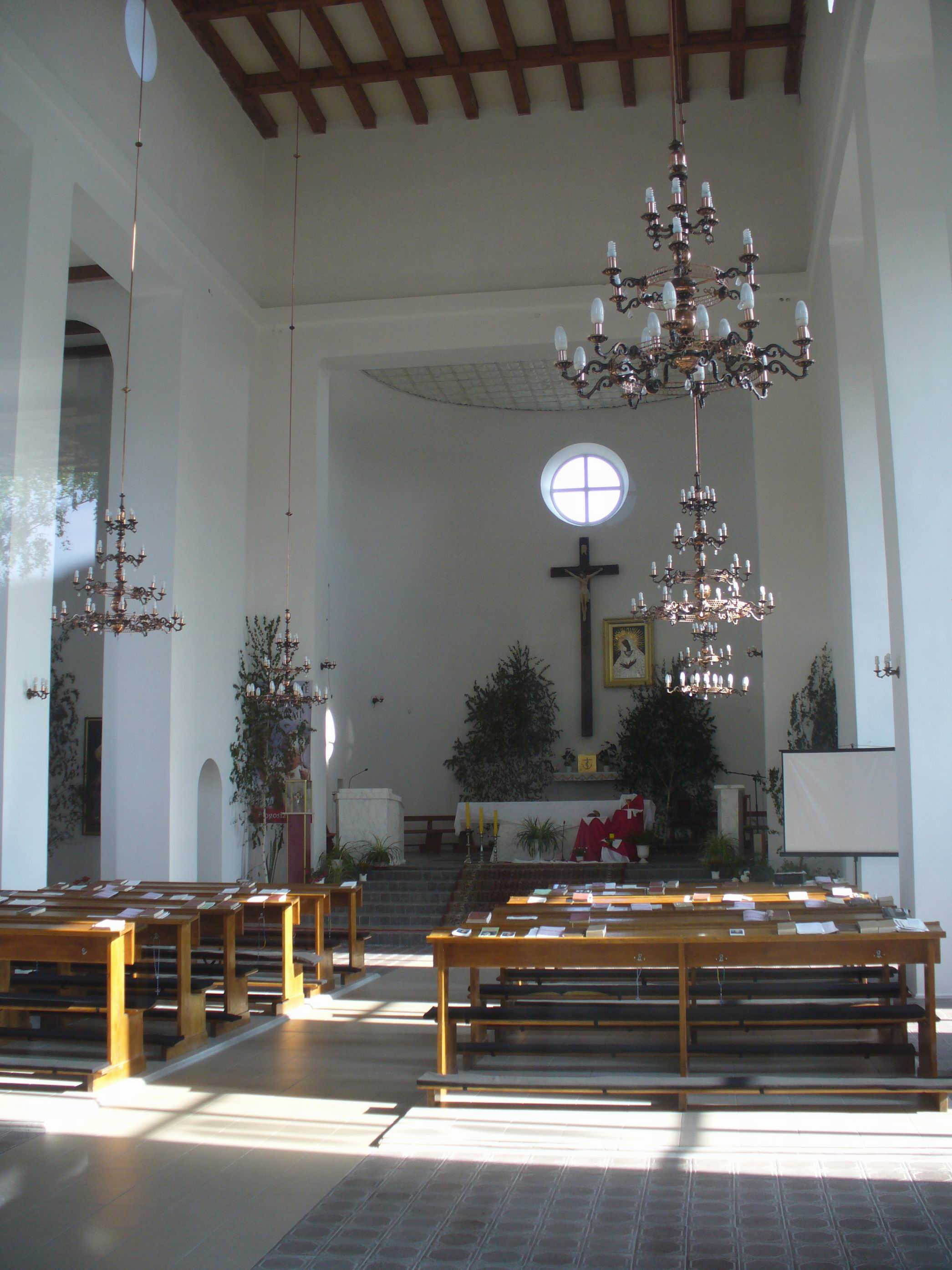
Wnętrze, 2015